# 701 ق م
701 ق م أو 701 قبل الميلاد هي سنة من العقد 70 ق م في التقويم اليولياني البروليبتي (التقويم الميلادي). تسبقها سنة 702 ق م وتليها سنة 700 ق م.

## أحداث
- القرن 7 ق م

## مواليد
- يهويا كين
- أيروبوس الأول المقدوني
- قورش الأول
- با كن رع نف
- آشور إيتيل إيلاني
- أحمس الثاني
- تاركوينيوس بريسكوس
- فيليبوس الأول المقدوني
- سياخريس
- بسماتيك الثاني
- هسيود
- كيبسيلوس
- سين شار إشكون
- أسبالتا
- دانيال
- آشور أوباليط الثاني
- أستياجيس
- بيرياندر
- نخاو الأول
- إبسماتيك الأول

## وفيات
- نيرغال أوشيزيب
- غيغس
- أرغايوس الأول المقدوني
- كربئيل وتر
- سنكامانسكن
- تيريماس المقدوني
- شبتكو

## كتب
- Yves Denis Papin (1998). Chronologie de l'histoire ancienne. Lieu de publication non identifié: Éditions Jean-paul Gisserot. ISBN:2-87747-346-5. OCLC:40746926. مؤرشف من الأصل في 2022-03-16.
- أحمد محمد عوف (2000)، موسوعة حضارة العالم، QID:Q12246226

## وصلات خارجية
- صفحة السنة على موقع onthisday.com
- سنة 701 ق م على موقع المكتبة الوطنية الفرنسية